# Château de Villanova
Le Château de Villanova (en italien : Castello di Villanova), est un château de style médiéval situé dans la commune de Barberino di Mugello (ville métropolitaine de Florence) en Toscane,.

## Historique
C'était une possession des nobles Ubaldini appelés de Villanova, vers 1250, et plus tard de la famille Bettini, une branche des Ubaldini. À l'intérieur du domaine, se trouve l'église San Jacopo, qui, reconstruite en 1334, sous le patronage des nobles Cattani, fut annexée par l'Archidiocèse de Florence à la chiesa di Santa Maria a Collebarucci (it) en 1565. L'église et le château furent achetés en 1611 par le marquis Ottavio Gerini et inclus dans le domaine et le parc de la Villa Le Maschere, l'une des plus grandes villas de campagne du Mugello.

## Château actuel
Il a probablement été construit  au XIXe siècle sur une partie des ruines, reconstruit selon l'architecture médiévale par Carlo Gerini et utilisé comme école et couvent. La première restauration de la tour avec la porte et l'escalier a été réalisée en 1990 pour éviter une détérioration progressive et une perte probable. Le château et le parc ont fait l'objet d'un plan de réassignation visant à le transformer en restaurant et lieu de cérémonies ou de banquets.

## Galerie

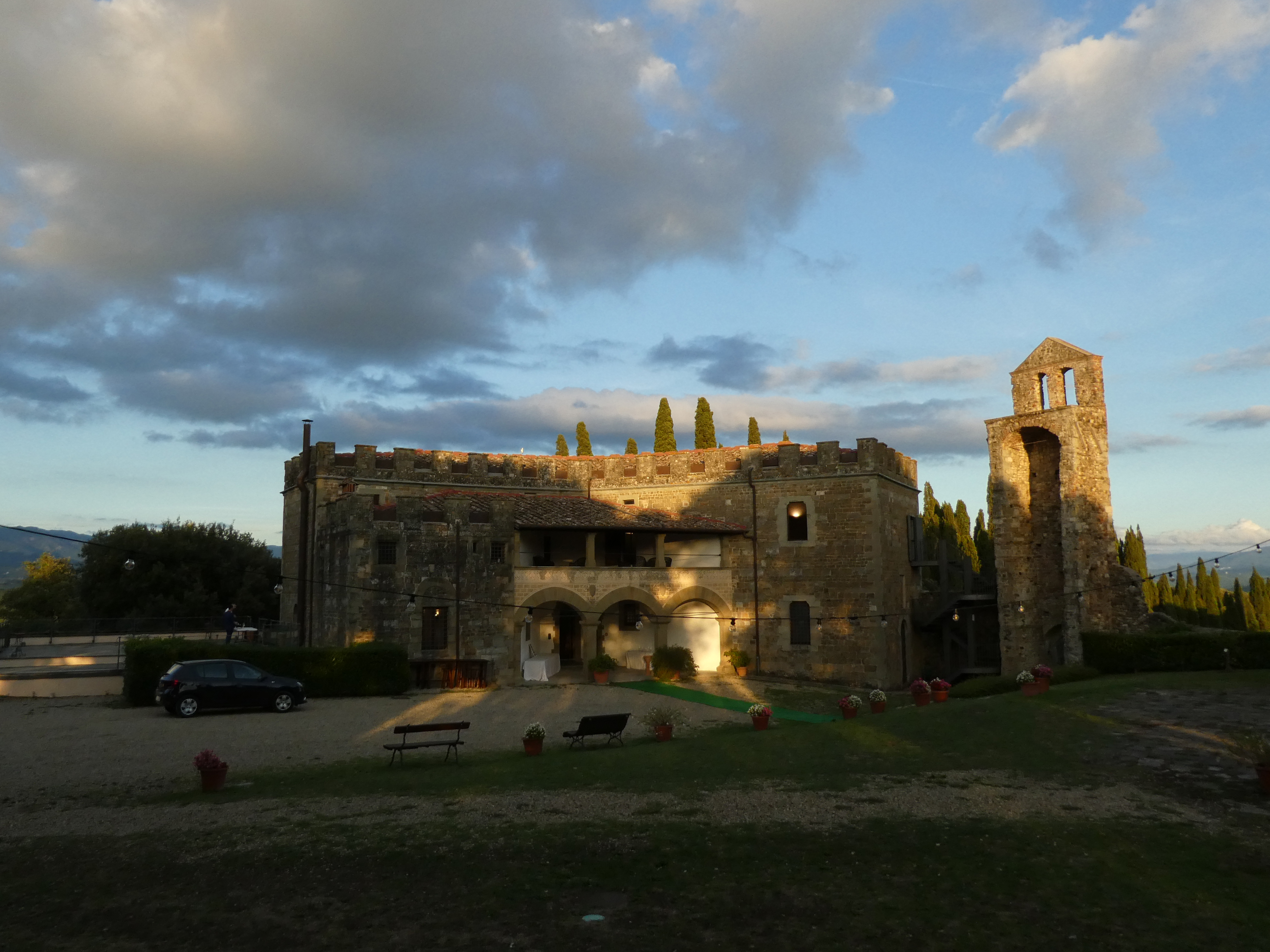
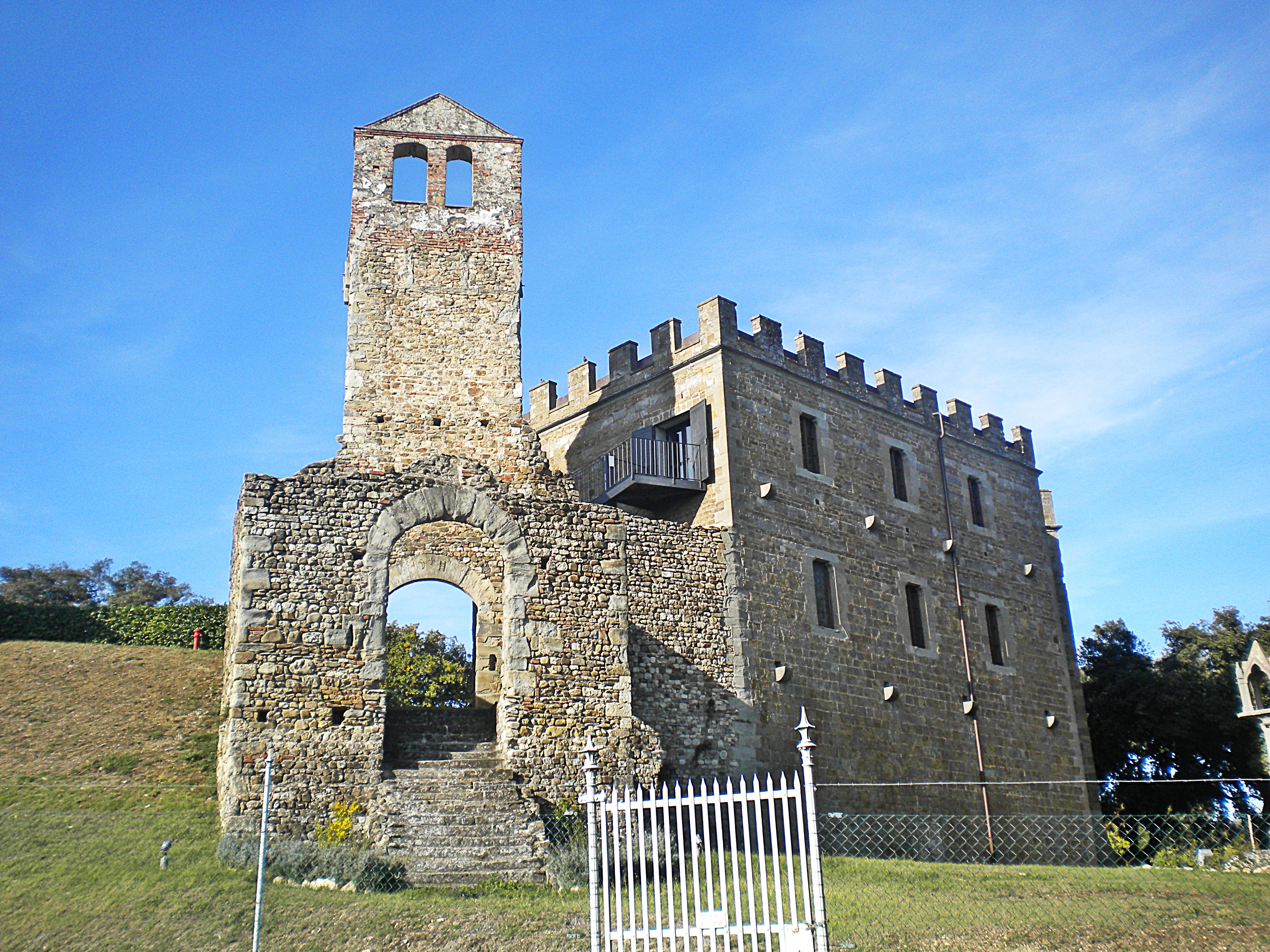